# Canalicephalus taiwanensis
Canalicephalus taiwanensis är en stekelart som beskrevs av Chou och Hsu 1996. Canalicephalus taiwanensis ingår i släktet Canalicephalus och familjen bracksteklar. Inga underarter finns listade.